# Scopula nigrolineata
Scopula nigrolineata är en fjärilsart som beskrevs av Hans Reisser 1961. Scopula nigrolineata ingår i släktet Scopula och familjen mätare. Inga underarter finns listade.